# Locomotiva FS 904
Le locomotive a vapore gruppo 904 delle Ferrovie dello Stato erano un gruppo di locotender costruite dalla Breda di Milano per le Ferrovie Secondarie Romane.

## Storia
Le locomotive vennero costruite nel 1911 per le Ferrovie Secondarie Romane (esercenti le linee Roma–Marino–Albano e Albano–Anzio–Nettuno). Si trattava di 6 unità, numerate da 201 a 206.
Nel 1918, con l'incorporazione della rete FSR nelle Ferrovie dello Stato, le macchine furono classificate nel gruppo 904.
Le macchine erano state previste come multiruolo adatte cioè sia ai servizi viaggiatori che ai servizi merci. Assegnate ad deposito locomotive di Roma svolsero servizio sulle linee per Albano, Frascati e Velletri.

## Caratteristiche tecniche
Le locomotive 904 erano delle locotender a tre assi motori accoppiati ed uno portante anteriore, a 2 cilindri esterni, a vapore saturo e a semplice espansione nella configurazione tecnica classica di sicuro e collaudato funzionamento. 
Avevano un peso in servizio di 51.000 kg con scorte di 4.000 litri d'acqua e 1.800 kg di carbone. Le casse d'acqua erano poste ai lati della caldaia e arrivavano in lunghezza all'altezza del blocco cilindri. La distribuzione del carico sugli assi era ben calcolata e si traduceva in una migliore aderenza rispetto ad altre macchine simili come la gruppo 875. Le locomotive erano fornite di freno ad aria compressa e di freno a mano. La caldaia aveva una buona produzione di vapore e permetteva lo sviluppo di ben 470 CV alla velocità di 45 km/h.